# Acer triflorum
Espèce
Classification APG III (2009)
Acer triflorum (三花枫 san hua feng) est une espèce d'érable de la section Trifoliata de la classification des érables. Originaire des forêts de moyennes et hautes altitudes de Mandchourie et de Corée, cet arbre peu présent dans nos parcs malgré son introduction en Europe depuis 1923.

## Description
C'est un arbre à feuilles caduques pouvant atteindre 10 à 15 m de haut avec un tronc pouvant atteindre 50 cm de diamètre en Europe. Dans son milieu naturel, il atteint facilement les 25m de haut.
Son écorce brun gris, rugueuse et squameuse, pèle de façon remarquable en fins rouleaux verticaux à l'état jeune, puis en plaques quand il est plus âgé.
Les feuilles ont 3 folioles de 3 à 8 cm ; pâles dessus, glauques dessous ; chaque foliole a 1 ou 2 grandes dents ; cramoisies en automne ; jeunes feuilles bronze ; pétiole de 5 cm. 
De petites fleurs jaunes à pédoncules velus pendent en groupes de 3, en même temps que les feuilles ce qui lui a valu son nom vernaculaire d'érable à trois fleurs; .
Le fruit est une samare de 3 cm ; ailes presque parallèles ; fruits poilus.

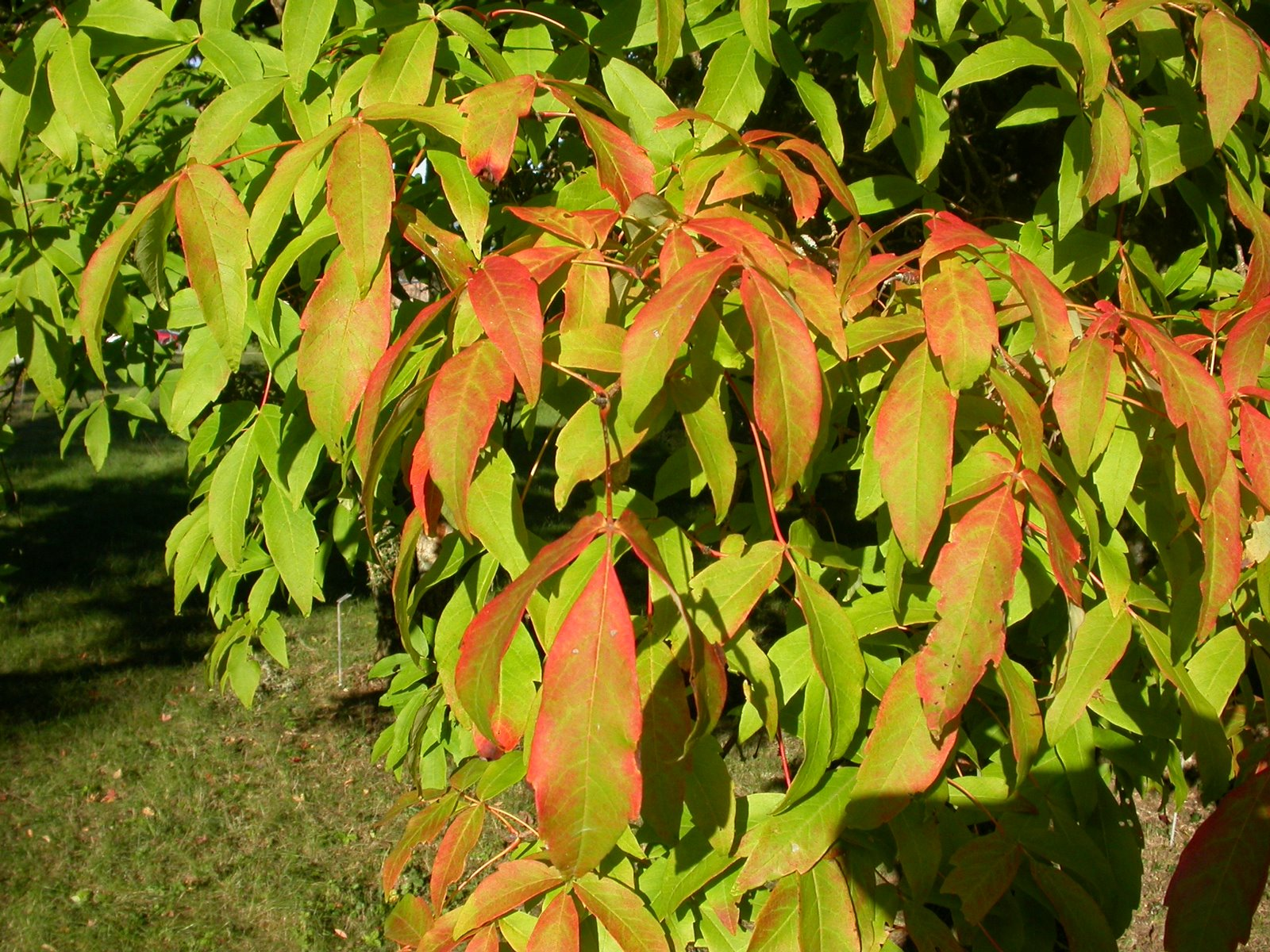
Feuille dA. triflorum.

### Utilisation
Espèce peu courante visible principalement en arboretum.

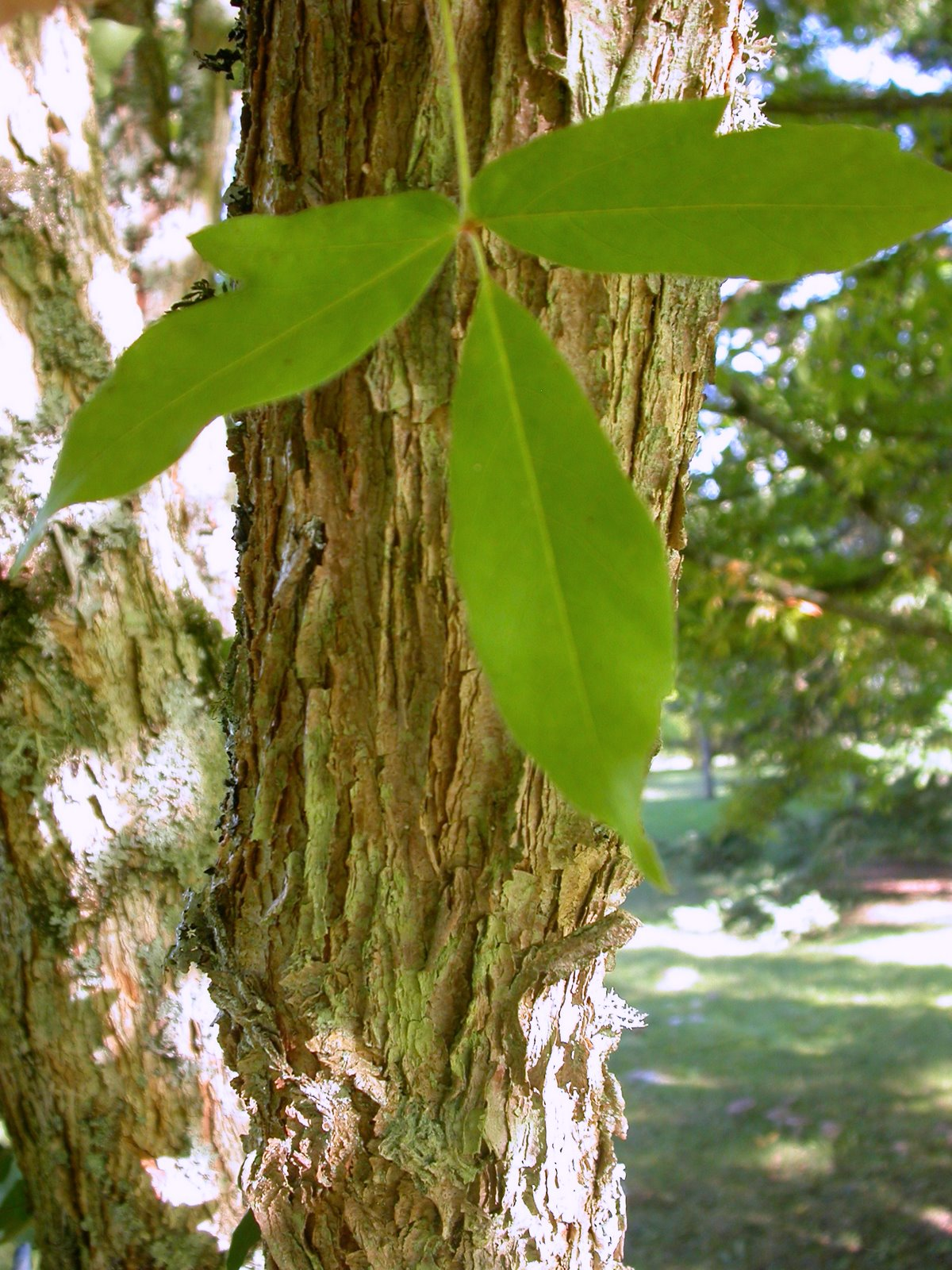
Écorce et feuilles

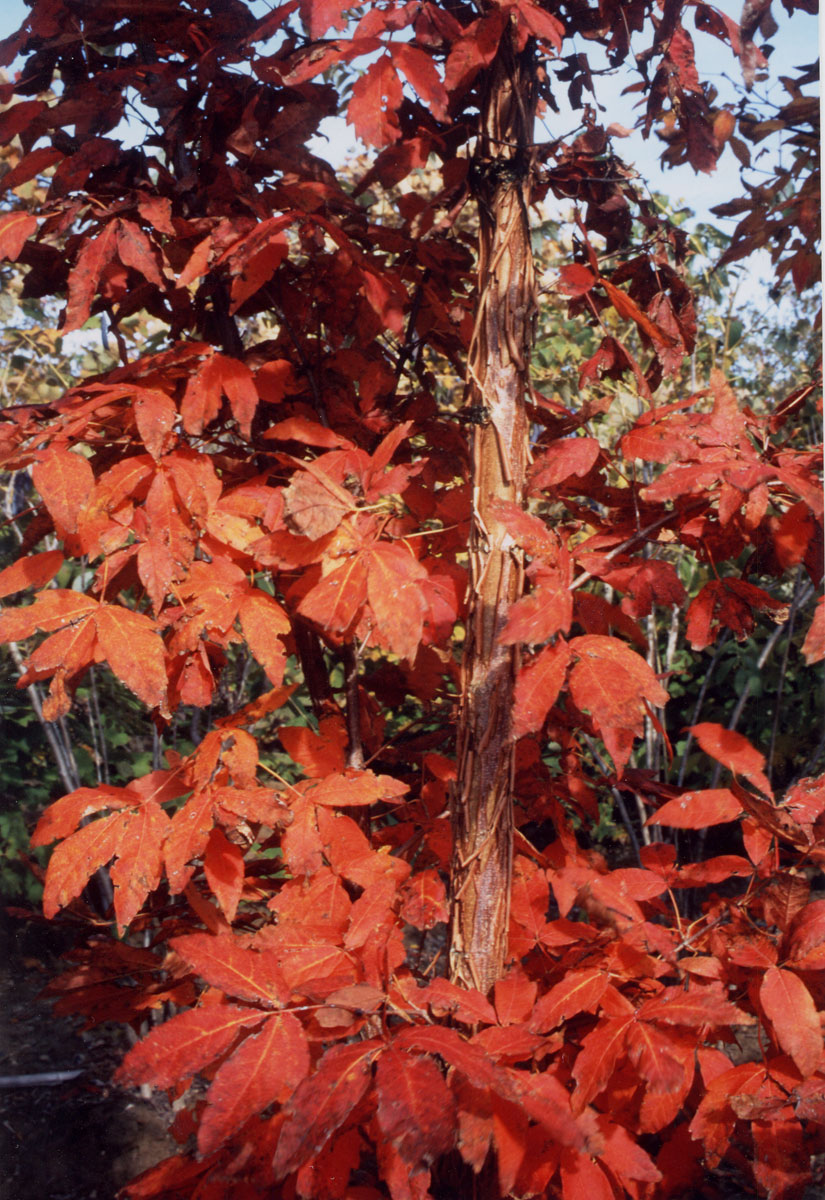
Coloration automnale